# Friedrich Wilhelm von Schwartzkoppen
Friedrich Wilhelm Tido Georg Karl Anton von Schwartzkoppen (* 23. Februar 1874 in Stuttgart; † 30. April 1933 in Groß Saalau) war ein preußischer Offizier und als Oberst a. D. militärischer Leiter der Zentrale des Selbstschutzes Oberschlesien in Breslau.

## Leben
Er entstammte der um 1500 erstmals in Braunschweig urkundlich genannten Bürgerfamilie Swartekop, deren Mitglieder im Jahr 1688 in den Reichs- sowie erbländisch-österreichischen rittermäßigen Adelsstand erhoben wurden. Er war der Sohn des späteren preußischen Generals der Infanterie Emil von Schwartzkoppen (1810–1878) und dessen Ehefrau Christiane Marie Hildegard, geborene von Brederlow (1833–1916) aus dem Hause Tragarth bei Merseburg, die Tochter des preußischen Generalmajors Bonaventura von Brederlow und der Karoline, geborene von Branconi.